# 司堃范
司堃范（1930年9月18日—2016年2月12日），女，河南武安（今属河北）人，中国护理专家，第三十届“南丁格尔”奖获得者，曾任北京朝阳医院外科科护士长。